# Concilio di Nablus

Blasone del Regno di Gerusalemme.

Il concilio di Nablus fu un'assemblea di prelati e nobili del crociato Regno di Gerusalemme, che si tenne il 16 gennaio 1120, nella quale furono stabilite le prime leggi scritte del regno.
In questo concilio fu approvata la creazione dei Pauperes commilitones Christi Templique Solomonici che aveva lo scopo di rendere sicuro il viaggio dei pellegrini che affluivano da occidente dopo la riconquista di Gerusalemme.
L'Ordine del Tempio fu fondato a partire da questa milizia nove anni più tardi, nel concilio di Troyes.

## Storia
Il concilio fu convocato a Nablus dal patriarca di Gerusalemme Guermondo e dal re Baldovino II di Gerusalemme.
Esso stabilì venticinque canoni riguardanti sia la religione che questioni secolari.
Non si trattò di un concilio della chiesa a tutti gli effetti, ma non fu del tutto una riunione della corte reale; secondo Hans Mayer, stante la natura religiosa di molti dei suoi canoni, può essere considerato sia un parlement che un sinodo ecclesiastico.
L'accordo tra il patriarca ed il re che ne risultò fu un concordato, simile al concordato di Worms di due anni più tardi.
Il consiglio non è menzionato nella cronaca di Fulcherio di Chartres che, poiché faceva parte del seguito di Baldovino II, doveva essere tra i presenti.
Questo è probabilmente dovuto alla natura dei canoni che, trattando dei crimini e dei peccati della popolazione latina, contraddicevano la rappresentazione di utopia cristiana che Fulcherio fece del Regno.
Guglielmo di Tiro, scrivendo circa sessanta anni dopo, incluse una descrizione dettagliata della procedura, ma omise di registrare i canoni stessi, che egli sapeva ben conosciuti e che potevano essere reperiti in qualsiasi chiesa locale; ma probabilmente anche lui voleva evitare di sottintendere che gli inizi del Regno non erano stati così eroici come era stato insegnato alla sua generazione.
Sebbene i canoni dovevano essere ben conosciuti ai tempi di Guglielmo, solo una copia, che si trovava in una chiesa di Sidone, sembra sia sopravvissuta alla riconquista musulmana del Regno.
Questa copia si trovava in Europa, nella biblioteca papale ad Avignone, già nel 1330; ed è ora è conservata nella Biblioteca Apostolica Vaticana, MS Vat. lat. 1345.
Una copia è stata pubblicata nel Sacrorum Conciliorum nova et amplissima collectio di Giovanni Domenico Mansi nel XVIII secolo, e più di recente una nuova edizione è stata pubblicata in Speculum (Vol. 74, 1999) da Benjamin Z. Kedar, che sostiene che i canoni siano in gran parte derivati dalla Ecloga bizantina, promulgata da Leone III e Costantino V nel 741.
Kedar ritiene che i canoni siano stati effettivamente applicati nel XII secolo,
invece Marwan Nader non è d'accordo, dal momento che non sono stati inclusi nel Livre des Assises de la Cour des Bourgeois e in altre Assise di Gerusalemme, che sono state scritte nel XIII secolo.

## Contenuto
I canoni cominciano con le ragioni per la convocazione del concilio: Gerusalemme era stata piagata da locuste e topi negli ultimi quattro anni e gli Stati crociati in generale avevano subito ripetuti attacchi dai musulmani.
Si credeva che fosse necessario correggere i peccati del popolo prima che Gerusalemme potesse prosperare.

### I canoni da 1 a 3 riguardano le decime alla chiesa
Il canone 1 è una promessa di re Baldovino di riconoscere le opportune decime al Patriarca, vale a dire quelle dei possedimenti reali in Gerusalemme, Nablus e San Giovanni d'Acri.
Nel canone 2 Baldovino chiede perdono per le decime che aveva precedentemente rifiutato, e Guermondo lo assolve da questo peccato nel canone 3.
Questo dimostra come la chiesa sia stata in grado di far valere i propri diritti nel Regno crociato, una vittoria nella Lotta per le investiture che ancora imperversava in Europa.

### I canoni da 4 a 7 riguardano l'adulterio
Il canone 4 delinea le pene per un uomo che è sospettato di commettere adulterio con la moglie di un altro uomo; in primo luogo dovrà essergli proibito di recarsi dalla donna, e se egli la incontrasse ancora dovrà sottoporsi, di fronte alla chiesa, all'ordalia del ferro rovente per provare la sua innocenza.
Se l'adulterio è dimostrato il canone 5 decreta che eviretur (dovrà essergli tagliato il membro) per poi essere esiliato.
La pena per la donna adultera è la mutilazione del naso, una punizione comune per i bizantini, a meno che il marito non abbia pietà di lei, nel qual caso entrambi dovranno essere esiliati.
Il canone 6 tratta analoghe situazioni per il clero: se un uomo sospetta un ecclesiastico di incontrarsi con sua moglie, in primo luogo si dovrà proibire al religioso di recarsi dalla donna; una seconda offesa dovrà essere riportata ad un magistrato della chiesa ed un terzo delitto comporterà la sconsacrazione del chierico, che sarà quindi soggetto alle stesse pene descritte nel canone 5.
Il canone 7 vieta ad uno sfruttatore o a una prostituta di "corrompere una moglie con le parole" facendola diventare un'adultera; le pene del canone 5 si applicano anche in questo caso.

### I canoni da 8 a 11 stabiliscono le pene per la sodomia
La prima apparizione di questo tipo di sanzioni nel diritto medievale.
Secondo il canone 8 un adulto sodomita tam faciens quam paciens (sia il soggetto attivo che quello passivo), dovrà essere arso sul rogo.
Se, tuttavia, il soggetto passivo è un bambino o una persona anziana, il canone 9 afferma che solo il soggetto attivo dovrà essere bruciato, e sarà sufficiente che la parte passiva si penta, poiché si presume che abbia peccato contro la sua volontà.
Se chi subisce la sodomia contro la sua volontà lo tiene nascosto per qualsiasi motivo, secondo il canone 10, anch'egli sarà giudicato come sodomita.
Il canone 11 consente ad un sodomita di pentirsi e di evitare la pena, se sarà scoperto a praticare la sodomia una seconda volta gli sarà consentito di pentirsi di nuovo, ma sarà esiliato dal regno.

### I canoni da 12 a 15 attengono alle relazioni sessuali con i musulmani
Si tratta di un aspetto importante della vita nel Regno, dove i musulmani erano molto più numerosi dei loro signori latini.
Il canone 12 afferma che un uomo che volontariamente ha rapporti sessuali con una donna musulmana dovrà essere castrato mentre lei dovrà essere mutilata del naso.
Se una schiava musulmana viene stuprata dal suo padrone, in base al canone 13, lei sarà confiscata dallo Stato mentre lui sarà castrato.
Se un uomo stupra una schiava musulmana non di sua proprietà, secondo il canone14 dovrà essere sottoposto alla pena per gli adulteri stabilita nel canone 5, la castrazione.
Il canone 15 riguarda lo stesso oggetto con riferimento alle donne cristiane: se una donna cristiana ha volontariamente rapporti sessuali con un uomo musulmano, essi dovranno entrambi essere sottoposti alla pena per gli adulteri, se invece lei è stata violentata non sarà ritenuta responsabile, mentre il musulmano sarà castrato.

### Il canone da 16 vieta ai musulmani di vestirsi come i cristiani
Questo canone prefigura l'analogo canone 68 del Quarto Concilio Lateranense
che quasi un secolo più tardi, nel 1215, avrebbe proibito sia agli ebrei che ai musulmani di adottare vestiti cristiani.
Leggi simili sono state promulgate in Spagna, dove cristiani, ebrei e musulmani erano mischiati nello stesso modo.

### I canoni da 17 a 19 riguardano la bigamia
Un altro tema importante perché molti crociati avevano lasciato le proprie famiglie in Europa.
Secondo il canone 17 nel caso un uomo prenda una seconda moglie, dovrà fare penitenza fino alla prima domenica di Quaresima, ma se nasconde il suo delitto e viene scoperto le sue proprietà saranno confiscate ed egli sarà esiliato.
Il canone 18 permette al bigamo di rimanere impunito, se un uomo o una donna inconsapevolmente sposa qualcuno che è già sposato, a condizione che sia in grado di dimostrare la sua ignoranza.
Se un uomo ha preso una seconda moglie e vuole di divorziare, il canone 19 afferma che egli dovrà dimostrare che è già sposato, attraverso un'ordalia del ferro rovente o portando dei testimoni che giurino per lui.

### I canoni da 20 a 21 riguardano il clero
Il canone 20 afferma che un appartenente al clero non deve essere ritenuto colpevole se prende le armi per legittima difesa, ma non può prendere le armi per qualsiasi altro motivo né può agire come un cavaliere.
Questa era stata un'importante preoccupazione per gli Stati crociati; nel diritto europeo ai religiosi era generalmente vietato partecipare alle guerre, ma ai crociati erano necessarie tutte le risorse umane disponibili, infatti solo un anno prima Antiochia era stata difesa dal Patriarca, dopo la Battaglia dell'Ager Sanguinis, una delle calamità a cui fa riferimento l'introduzione di canoni.
Il canone 21 afferma che un monaco o un canonico regolare colpevole di apostasia dovrà tornare al suo ordine oppure andare in esilio.

### I canoni da 23 a 25 attengono al furto
Il canone 23 afferma che chiunque sia condannato per furto di proprietà di valore superiore a un bisante avrà una mano o un piede tagliato, oppure un occhio cavato.
Se la proprietà rubata è di valore inferiore ad un bisante egli sarà marchiato sul volto e pubblicamente frustato.
I beni rubati dovranno essere restituiti e se non sono più in possesso del ladro, il ladro stesso diverrà proprietà della sua vittima.
Se il ladro è sorpreso a rubare di nuovo gli sarà tagliata l'altra mano o piede, oppure cavato l'altro occhio, oppure sarà ucciso.
Se il ladro è minorenne il canone 24 afferma che dovrà essere tenuto in custodia e quindi inviato alla corte reale, ma non si è definiscono ulteriori sanzioni.
Il canone 25 precisa che tali sanzioni non si applicano ai baroni, che potranno essere sottoposti solo al giudizio della corte reale.

## Firmatari
Coloro che firmarono i canoni come testimoni furono in gran parte ecclesiastici, con qualche nobile laico:
- Guermondo, Patriarca di Gerusalemme
- Baldovino II, Re di Gerusalemme
- Ebremaro, Arcivescovo di Cesarea
- Bernardo, Arcivescovo di Nazaret
- Ansquitinus, vescovo di Betlemme
- Ruggero, Vescovo di Ramla
- Guildoinus, abate di Santa Maria della Valle di Giosafat
- Pietro, abate di Monte Tabor
- Achardus, priore del Tempio
- Arnaldus, priore di Monte Sion
- Girardus, priore del Santo Sepolcro
- Pagano, cancelliere di Gerusalemme
- Eustachio de Grenier, Signore di Cesarea e Sidone, connestabile di Gerusalemme
- Guglielmo I di Bures
- Barisano, connestabile di Giaffa
- Baldovino, Signore di Ramla

Le firme compaiono dopo l'introduzione, e prima dell'elenco dei canoni.